# ليلى النجار
ليلى بنت أحمد بن عوض النجار (1 أغسطس 1971 في صلالة -)؛ وزيرة التنمية الاجتماعية العمانية. حاصلة على شهادة الدكتوراه في الإدارة التربوية من جامعة تونس عام 2020.
في عام 2006م عينتها وزارة التربية والتعليم بمنصب المديرة العامة للتربية والتعليم بمحافظة جنوب الباطنة، وفي هذه المرحلة تبنت مشروع الباطنة جنوب بلا أمية الأمر الذي ساهم بشكل حقيقي في خفض أعداد الفئة غير المتعلمة في المحافظة.

## النشأة والتعليم
نشأت في صلالة بمحافظة ظفار وبعد إكمالها للمرحلة الثانوية التحقت بالكلية المتوسطة للمعلمات وحصلت على دبلوم دراسات اجتماعية في عام1990م. وحصلت على شهادة الماجستير تخصص مناهج وطرق تدريس الدراسات الاجتماعية في جامعة السلطان قابوس بمسقط في عام2001م. وفي العام 2016م حصلت على ماجستير في الدراسات الاستراتيجية في مجالي الأمن والدفاع  من كلية الدفاع الوطني.

## حياتها العملية
- في بداية مسيرتها عملت كمعلمة للمراحل الدراسية الابتدائية، الإعدادية، الثانوية (1990-1995)م، ثم عينت كمشرف جغرافيا في 2000م.
- في 2002م عملت كنائبة مدير دائرة الإشراف التربوي، بعد إكمالها عامين في ذات المنصب تم تعيينها نائبة المدير العام المديرية العامة لتربية والتعليم بديوان عام وزارة التربية والتعليم في العام 2004م
- في العام 2005 م عينت نائبة لمدير عام المديرية العامة للتربية والتعليم في محافظة جنوب الباطنة لترتقي بعدها لمنصب المدير العام لذات المديرية في 2006 م، عادت بعدها في عام 2011م لمقر الوزارة وتولي منصب المديرة العامة للمديرية العامة للبرامج التعليمية.[2]
- بعد إنشاء هيئة حماية المستهلك عام 2011 والحاجة إلى تطوير وحداتها المختلفة إداريا، تم نقل خدمات النجار لتتولى منصب المديرة العامة للمديرية العامة للدراسات والتطوير بهيئة حماية المستهلك (2012-2014)م.
- في العام 2014م كلفت بمنصب مستشارة وزيرة التربية والتعليم للبرامج التعليمية، ثم تسيير أعمال المديرية العامة للكشافة والمرشدات (2017) م.
- في العام 2020م في أغسطس صدر المرسوم السلطاني بتعيينها وزيرة للتنمية الاجتماعية.[3]

## المناصب التي تشغلها
بالإضافة إلى منصبها كوزيرة للتنمية الاجتماعية فهي تشغل كذلك رئاسة اللجان التالية:
- اللجنة الوطنية لمتابعة تنفيذ اتفاقية القضاء على جميع أشكال التمييز ضد المرأة (السيداو): اتفاقية تدعو إلى سن تشريعات وطنية لتحقيق المساواة بين الرجل والمرأة.[4]
- لجنة الإشراف على تنفيذ خطة التعاملات الإلكترونية الحكومية الخاصة بوزارة التنمية الاجتماعية: تضطلع هذه اللجنة بتحقيق رؤية عُمان 2040 للتحول نحو الحكومة الإلكترونية والتخلص من البيروقراطية والعقد الإدارية في إنجاز المعاملات الحكومية.
- اللجنة الوطنية لشؤون الأسرة: تعنى هذه اللجنة بمتابعة شؤون عموم الأسر العمانية وخاصةً الأسر التي تستفيد من برنامج الحماية الاجتماعية الذي أقرته حكومة سلطان عمان.
- رئيسة لجنة الاحتفال بيوم المرأة العمانية: يتمثل دور اللجنة بالإعداد والتحضير للاحتفال بيوم المرأة العمانية والذي يقام في كل عام للتأكيد على دور المرأة العمانية المحوري في المسيرة العمانية.
- اللجنة الوطنية لرعاية الأشخاص ذوي الإعاقة: أسست في العام 2009م بعد المصادقة على الاتفاقية الدولية لحقوق الأشخاص ذوي الإعاقة بموجب المرسوم السلطاني رقم 121/2008، حيث تكفل هذه اللجنة تقديم الرعاية الخاصة للأشخاص ذوي الإعاقة.[5]

### اللجان التطوعية
في عام 2014 كُلفت بترأس اللجنة العمانية للشطرنج في سلطنة عُمان، كما أنها عملت كنائبة رئيس الاتحاد العماني للرياضة المدرسية خلال الفترة (2016-2020) م.

## المبادرات والإسهامات
استطاعت بحكم تدرجها الوظيفي المتنوع تحقيق الكثير من المبادرات والابتكارات بالإضافة إلى تبني ودعم مبادرات الآخرين،
كمبادرة مشروع المعلم والرياضة في خدمة المجتمع، ومبادرة تلمس الاحتياجات وتذليل الصعوبات في الحقل التربوي، إلى جانب ذلك استحدثت نظام التدوير في تنقلات مديري ومديرات المدارس ومساعديهم، كذلك واستجابةً لملاحظات أولياء الأمور، تبنت مشروع تخفيف عبء الحقيبة المدرسية لطلاب الصفوف الأول إلى الرابع.
وفي إطار نشر الوعي المؤسسي والمجتمعي بأهمية السلامة في بيئة العمل فقد أقامت ندوة إدارة السلامة في المؤسسات التعليمية وتطبيق خطة الإخلاء بمدارس المنطقة، علاوةً على ذلك ساهمت في الإعداد لفعاليات الأسبوع الخليجي لحماية المستهلك لعامي 2013و2014.

## مهام ثانوية
تولت العديد من المهام الثانوية والتي تنوعت بين كونها مرتبطة بالمنصب أو تلك المتعلقة بالمشاركات الاجتماعية في المحيط الجغرافي فقد ترأست فريق عمل تطوير الإشراف التربوي على مستوى الوزارة (2008-2009)م، ولجنة تنظيم انتخابات مجلس الشورى للفترة السادسة والسابعة في محافظة جنوب الباطنة، كما ترأست فريق التعاون المشترك بين هيئة حماية المستهلك واللجنة الوطنية لحقوق الإنسان. وكما كانت عضوة في اللجنة العليا للإدارة الرشيدة للدواء في وزارة الصحة ومجلس الجودة خلال فترة عملها في هيئة حماية المستهلك.